# 有明スポーツセンター

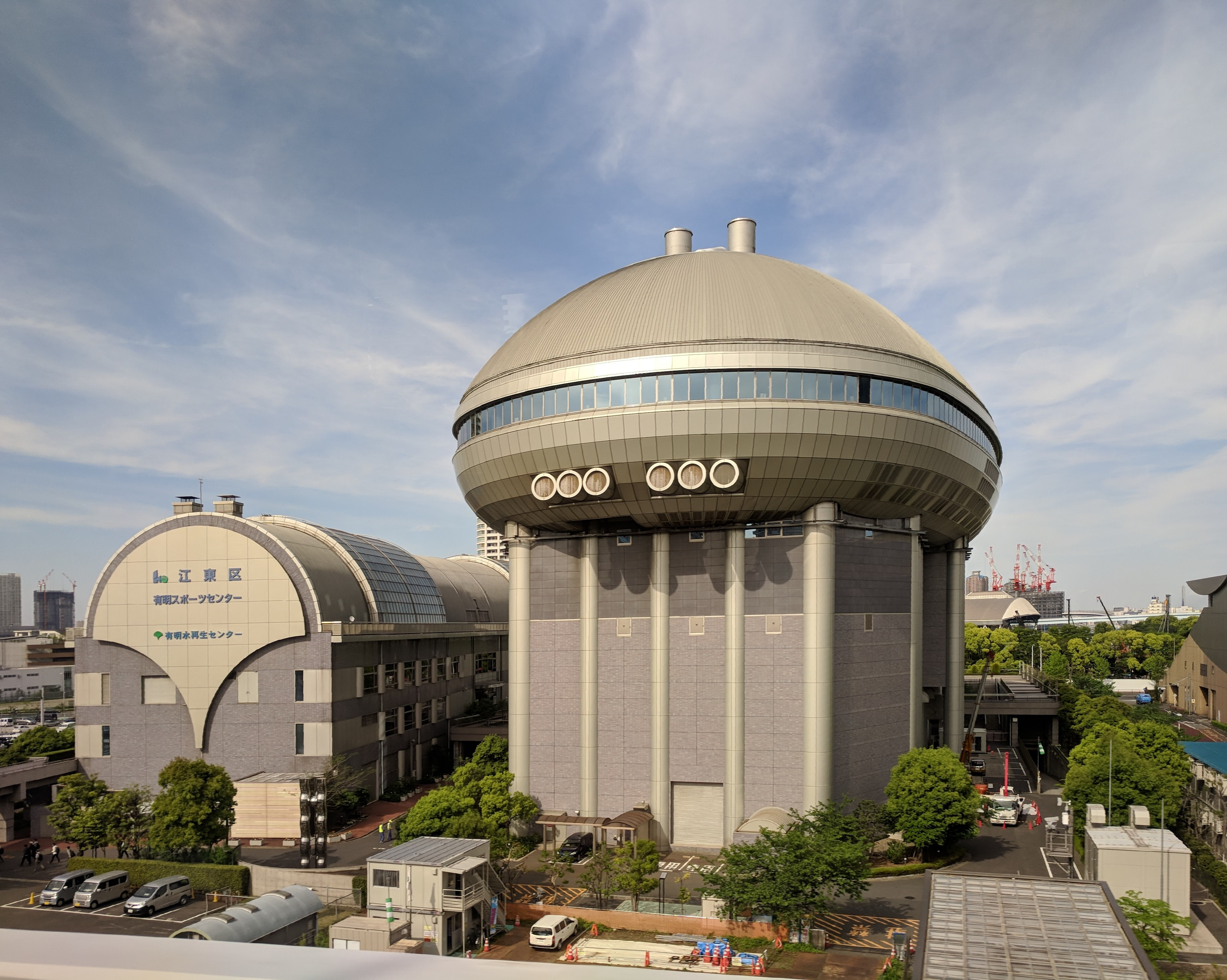
有明スポーツセンター

有明スポーツセンター（ありあけスポーツセンター）は、東京都江東区有明二丁目にあるスポーツ施設である。

## 施設概要
1996年竣工。キノコの様な建物の体育館棟と、カマボコの様な建物のプール棟がある。隣接する有明清掃工場の廃熱を利用した温水プールには子供用のウォータースライダーがある。
体育館棟の展望廊下からは周辺の景色を眺めることができる。
- 開館時間：9：00～21：00（プールは、夏季以外は9：30～21：00）。
- 休館日：毎月第2・4月曜日（祝日の場合は、その翌日）・12月29日～1月3日
- 一部日程を除いて、区外の人も利用可能
- 利用できる種目
  - バドミントン
  - バスケットボール
  - バレーボール
  - フットサル
  - ソフトテニス
  - 卓球
  - プール
  - ダンス・エアロビクス
  - 各種トレーニングマシーン etc

## アクセス
- ゆりかもめお台場海浜公園駅から徒歩8分、有明テニスの森駅から徒歩12分。
- りんかい線国際展示場駅から徒歩12分。
- 都営バス　地下鉄東西線門前仲町駅、または有楽町線豊洲駅より
  - 有明一丁目下車徒歩3分。（海01）
  - 有明テニスの森下車徒歩7分。（海01）

## 周辺施設
- 有明テニスの森公園
- 有明コロシアム
- 東京臨海副都心
- 武蔵野大学有明キャンパス